# Кузьменко, Иван Александрович
Ива́н Алекса́ндрович Кузьме́нко (род. 7 апреля 1995 года, Россия) — российский пловец. Специализируется на коротких дистанциях в вольном стиле. Чемпион мира на короткой воде, многократный чемпион Европы. Заслуженный мастер спорта.

## Биография
Иван Кузьменко родился 7 апреля 1995 года в Волгограде.
Первым тренером пловца была Е. Э. Ефремова. Позже он перешёл в СКП «Волга» (Волгоград), ЦСКА, где тренировался под руководством Виктора Сапрыкина. С 2017 года является членом сборной России по плаванию.

### Карьера
В 2017 году стал победителем Чемпионата Европы на короткой воде в эстафете 4×50 метров.
В 2018 году Иван Кузьменко выиграл золотую медаль на Чемпионате Европы в эстафете 4х100 метров . В декабре того же года принял участие в Чемпионате мира на короткой воде, завоевав 4 медали: золотую (эстафета 4×50 метров), две серебряные (эстафеты 4×50 метров и 4×100 метров), а также бронзовую (эстафета 4×50 метров).
В 2019 году стал серебряным призёром Чемпионата России и призёром летней Универсиады в эстафете 4х100 метров.

## Международные соревнования
| Год  | Событие                           | Место проведения                | Результат | Дисциплина                                     |
| ---- | --------------------------------- | ------------------------------- | --------- | ---------------------------------------------- |
| 2017 | Чемпионат Европы на короткой воде | Копенгаген, Дания               | 1         | Эстафета 4×50 метров (вольный стиль)           |
| 2018 | Чемпионат Европы                  | Глазго/Эдинбург, Великобритания | 1         | Эстафета 4х100 метров (вольный стиль)          |
| 2018 | Чемпионат мира на короткой воде   | Ханчжоу, Китай                  | 1         | Смешанная эстафета 4×50 метров                 |
| 2018 | Чемпионат мира на короткой воде   | Ханчжоу, Китай                  | 2         | Эстафета 4×50 метров (вольный стиль)           |
| 2018 | Чемпионат мира на короткой воде   | Ханчжоу, Китай                  | 2         | Эстафета 4×100 метров (вольный стиль)          |
| 2018 | Чемпионат мира на короткой воде   | Ханчжоу, Китай                  | 3         | Смешанная эстафета 4×50 метров (вольный стиль) |
| 2019 | летняя Универсиада                | Неаполь, Италия                 | 2         | Смешанная эстафета 4х100 метров                |